# Ethel Hays

Ethel Hays née en 1892 à Billings dans l'État du Montana et morte en 1989 est une dessinatrice de comics américaine.

## Biographie

### Jeunesse
Ethel Hays naît en 1892 à Billings dans l'État du Montana. Très tôt attirée par les arts du dessin et de la peinture, elle suit des cours dans une école d'art et de design à Los Angeles  et à la Art Students League of New York, et se prépare à suivre des cours à Paris avant que ce rêve ne soit brisé par la Première Guerre mondiale. Elle cesse ses activités artistiques et s'engage dans la Croix-Rouge. Elle n'a pas achevé sa formation qu'elle décide de répondre à une demande des hôpitaux militaires qui cherchaient des personnes pour aider les blessés de guerre. Elle donne alors des cours de dessins qui doivent permettre aux blessés de se reconstruire psychologiquement, voire d'aider à réintégrer la vie civile dans des hôpitaux à Washington, dans le Colorado, le Tennessee et l'Ohio. Elle enseigne la peinture mais lorsque des soldats veulent apprendre le dessin humoristique elle s'inscrit à un cours par correspondance pour assurer cet enseignement.

### Autrice reconnue
Ethel Hays se montre particulièrement douée dans cet exercice du dessin humoristique et le professeur qui la suit à distance montre ses travaux à un éditeur de journaux. Celui-ci l'engage, en 1923, comme illustratrice d'une colonne quotidienne écrite par la journaliste Victoria Benham dans le quotidien Cleveland Press. Cette chronique, intitulée Vic and Ethel, est un succès. Cependant, après six mois, Victoria Benham abandonne la série lorsqu'elle se marie. Ethel Hays continue à proposer des illustrations, dans une série intitulée Ethel. De nombreux dessins représentent des flappers, des jeunes femmes emblématiques de la période des années 1920.
Son travail est alors remarqué par le distributeur de comic strips NEA, qui dépend de la société Scripps-Howard, propriétaire du Cleveland Press et qui lui propose de diffuser ses dessins dans d'autres journaux. Les dessins de Ethel Hays paraissent alors dans plus de 500 journaux. Elle crée à ce moment la série Flapper Fanny Says constituée d'un dessin quotidien. En décembre 1925, elle se marie à un agent d'assurance, William Simms avec lequel elle a deux enfants. Le couple s'installe au Kansas mais cela n'empêche pas Ethel Hays d'envoyer régulièrement ses dessins à NEA. Elle ne parvient pas à assurer toutes les demandes du diffuseur et à la naissance de sa deuxième fille elle confie Flapper Fanny Says à Gladys Parker. Peu à peu la Ethel Hays diminue sa production et en 1934 elle arrête sa série Ethel. En 1935, elle crée le comic strip Marianne, qui raconte la vie d'une jeune femme riche insouciante, qu'elle garde jusqu'en 1938 avant de le laisser à Virginia Krausmann.
Ethel Hays continue de fournir des dessins pour NEA mais de façon beaucoup plus irrégulière et en 1940 elle cesse tout à fait. Elle se tourne alors vers l'illustration de livres pour enfants, d'albums de coloriage ou de découpage. Elle garde cette activité jusque dans les années 1950. Après cela elle abandonne toute activité artistique rémunérée. Elle meurt en 1989.

## Œuvres
- Vic and Ethel : en collaboration avec Victoria Benham[4].
- Ethel :  Première œuvre individuelle, cette série régulière d'illustrations pour le Cleveland Press n'accompagne pas nécessairement un article. Ces dessins sont des satires de la vie américaine[2]
- Flapper Fanny Says : dessin quotidien créé en 1925. Une planche dominicale est ajoutée en 1928. La série est reprise par  Gladys Parker[4].

## Analyse
Les personnages de Ethel Hays sont influencés par ceux de Nell Brinkley mais elle y apporte une touche Art déco qui simplifie le dessin alors que ceux de Brinkley sont à l'origine plutôt inspirés par l'art nouveau. 

## Influences
Ethel Hays a été influencée par plusieurs artistes dont C.N. Landon, le responsable de l'école de dessin par correspondance, Nell Brinkley et Gluyas Williams. Son influence majeure reste cependant John Held Jr. dont à ses débuts, elle cachait les œuvres de peur de trop l'imiter. En retour elle a inspiré d'autres artistes comme Roy Crane, l'auteur de Wash Tubbs.